# Castell de Huntly

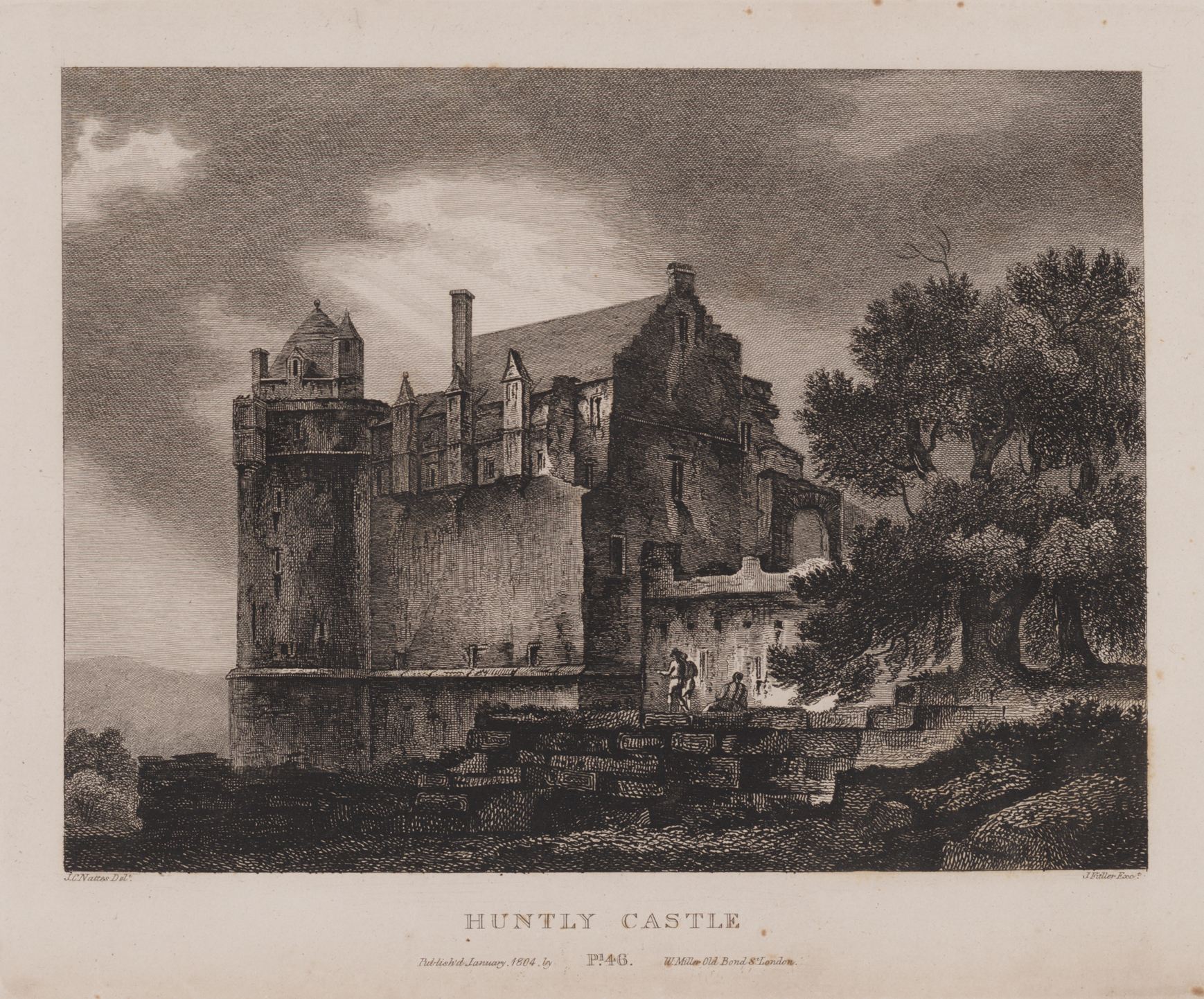
Gravat del castell fet per James Fittler (1758-1835), basat en un dibuix de 1799 de John Claude Nattes (1765-1839).

El castell de Huntly, a la localitat de Huntly, Aberdeenshire, es refereix a tres fortificacions construïdes sobre el mateix terreny, totes elles d'una gran rellevància en la història d'Escòcia, entre altres aspectes per pertànyer al clan Gordon, una de les famílies més poderoses d'Escòcia i, entre 1540 i 1640, la més acabalada d'Escòcia.

## Primer castell
Construït a la fi del segle xii per controlar el gual del riu Deveron en la seva confluència amb el riu Bogie, el primer castell, del tipus motte i bailey, característic del segle xii a Escòcia –encara que havia estat introduït anteriorment a Anglaterra i Gal·les al segle xi, pels normands– va ser construït de fusta. Conegut també com el Peel de Strathbogie, fins a 1506, Robert I es va allotjar allà l'any 1307 durant les Guerres d'independència d'Escòcia.

## Segon castell
Es va començar a construir el segon castell, una gran torre de planta en L, al voltant del 1400. Seria destruïda l'any 1594 pel comte de Moray, durant les lluites entre Jaume II i el clan Douglas. Durant la seva esplendor, el gener de 1496, va acollir al rei Jaume IV d'Escòcia per a les noces de Perkin Warbeck, el pretendent al tron d'Enric VII d'Anglaterra, amb lady Catherine Gordon, la Rosa Blanca d'Escòcia, la fill del segon comte de Huntly.

## El palau
Després de visitar França, George Gordon, el quart comte de Huntly i camarlenc d'Escòcia va començar les obres d'un palau en el recinte del castell. No obstant això, després de la seva derrota per la reina Maria Stuart en la batalla de Corrichie (1562), l'edifici va ser saquejat i danyat, encara que no destruït del tot. El seu net, el sisè comte i primer marquès de Huntly –sent aquest marquesat el de més antiguitat d'Escòcia i la segona més antiga del Regne Unit–, ho completaria l'any 1606, amb els grans finestrals inspirats pel Castell de Blois, encara que l'interior de la «vella gran torre» original seria destruïda l'any 1594 per castigar-lo.
Al començament del 1640, el segon marquès va realitzar més obres, però després del setge sofert l'any 1647, durant la Revolució anglesa, el consegüent extermini de la seva guarnició, i la posterior decapitació del marquès, el palau va caure en ruïna.